# 乳頭溫泉鄉

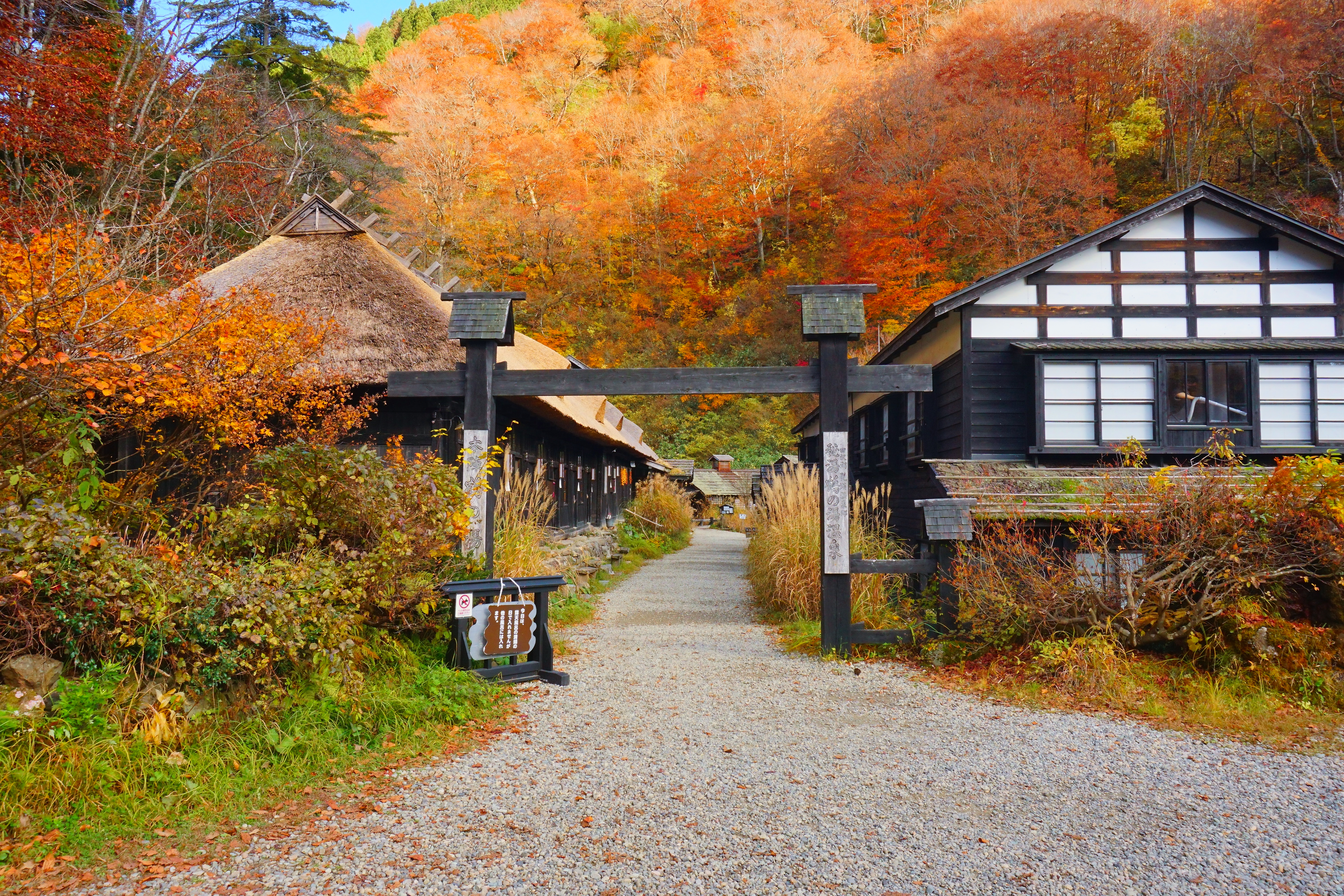
鶴之湯溫泉

乳頭溫泉鄉（日语：乳頭温泉郷／にゅうとうおんせんきょう）是位於日本秋田縣仙北市十和田八幡平國立公園內，坐落於乳頭山山麓的溫泉總稱。乳頭溫泉鄉共有六座溫泉，包括鶴之湯溫泉、大釜溫泉、妙乃湯溫泉、蟹場溫泉、孫六溫泉與黑湯溫泉。上述溫泉的泉質多為單純泉或是硫磺泉。乳頭溫泉鄉的溫泉原是仙北地區的農民在農耕淡季時使用的湯治場，但因1952年往返當地與田澤湖線田澤湖站的巴士開通，使當地的遊客數開始增加。而該溫泉鄉於1967年10月19日同田澤湖高原溫泉鄉被指定為國民保養溫泉地。

## 外部連結
- 乳頭温泉郷オフィシャルサイト （页面存档备份，存于）